# Florencia Lozano
Florencia Lozano (Princeton (New Jersey), 16 december 1969) is een Amerikaanse actrice.
Lozano is het meest bekend van haar rol als Téa Delgado Lord in de televisieserie One Life to Live waar zij in 474 afleveringen speelde.

## Biografie
Lozano werd geboren in Princeton (New Jersey) maar groeide op in Newton (Massachusetts) als een dochter van een Argentijnse moeder. Zij heeft gestudeerd aan de Brown-universiteit in Providence (Rhode Island) waar zij haar bachelor of arts haalde, hierna haalde zij haar master of fine arts aan de New York-universiteit in New York. Zij begon met acteren als actrice in lokale theaters.

## Filmografie

### Films
Uitgezonderd korte films.
- 2022 My Love Affair with Marriage - als moeder van Zelma (stem)
- 2022 Life After You - als Linda
- 2020 Faraway Eyes - als Amy
- 2020 Life After You - als Linda
- 2016 Amy Makes Three - als Eileen Hubble
- 2015 Amok - als Lois
- 2013 7E – als Sadie
- 2009 The Ministers – als Celeste Santana
- 2009 Veronika Decides to Die – als dr. Thompson
- 2009 2B – als Vicky Borano
- 2008 Deception – als receptioniste van Clancey
- 2007 Perfect Stranger – als luitenant Tejada
- 2005 Bittersweet Place – als Wendy

### Televisieseries
Uitgezonderd eenmalige gastrollen.
- 2022 Keep Breathing - als moeder van Liv - 6 afl.
- 2021 A Simple Herstory - als Victoria Claflin Woodhull - 8 afl.
- 2015-2018 Powder Burns: An Original Western Audio Drama - als Francesca - 3 afl.
- 2018 Madam Secretary - als dr. Ruth Hubbard - 2 afl.
- 2017-2018 Kevin Can Wait - als Wendy - 2 afl.
- 2016 Narcos - als Claudia Messina - 7 afl.
- 1997–2013 One Life to Live – als Téa Delgado Lord – 474 afl.
- 2012 General Hospital – als Téa Delgado Lord – 25 afl.

- Biblioteca Nacional de España: XX4924713
- International Standard Name Identifier: 0000 0001 1779 0211
- Library of Congress Control Number: no2010025098
- Virtual International Authority File: 107425976
- WorldCat: E39PBJv8MbdbPT4j8rGFRyTbVC